# Bernardo Cembranos Nistal
Blahoslavený Bernardo Cembranos Nistal, řeholním jménem Eustaquio (Eustach) z Villalquite (20. srpna 1903, Villalquite – 31. srpna 1936, Gijón), byl španělský římskokatolický řeholník Řádu menších bratří kapucínů a mučedník.

## Život
Narodil se 20. srpna 1903 ve Villalquite.
Vstoupil ke kapucínům v Gijónu. Dne 2. května 1920 přijal hábit a jméno Eustaquio. Dne 6. května 1921 složil své řeholní sliby. Byl laickým bratrem. V klášteře působil jako kuchař.
Dne 21. července došlo k přepadení kláštera miliconáři. On a další spolubratři byli zatčeni a uvězněni. Dne 31. srpna 1936 byl zastřelen. Do konce svého života žil ve vězení v usebrané modlitbě.

## Proces blahořečení
Proces jeho blahořečení byl zahájen roku 1954 v arcidiecézi Madrid spolu s dalšími jedenatřiceti spolubratry kapucíny.
Dne 27. března 2013 uznal papež František jejich mučednictví. Blahořečeni byli 13. října 2013 ve skupině 522 španělských mučedníků.